# Terebripora ramosa
Terebripora ramosa is een mosdiertjessoort uit de familie van de Terebriporidae. De wetenschappelijke naam van de soort werd voor het eerst geldig gepubliceerd in 1842 door Alcide d'Orbigny.